# Viikusjärvi (plaats)
Viikusjärvi is een klein dorp binnen de Zweedse gemeente Kiruna. Het dorp ligt in een groot moeras aan een zijweg van de Europese weg 45. Die zijweg voert van Nedre Soppero via Lannavaara naar dit dorp. Het ligt op de grens van de gemeenten Kiruna en gemeente Pajala.
Mei 2009 heeft SVT Nordnytt (een regionale televisiezender) een reportage gemaakt: mobillöst i Viikusjärvi[dode link] (mobielloos in Viikusjärvi).
Bestuurscentrum: Kiruna (Tätort)
Tätort: Jukkasjärvi · Karesuando · Kuttainen · Övre Soppero · Svappavaara · Vittangi
Småort: Abisko · Idivuoma · Kauppinen · Kurravaara · Lannavaara · Laxforsen · Masugnsbyn · Mertajärvi · Närvä · Paksuniemi · Piksinranta · Saivomuotka
Overig: Alalahti · Alttajärvi · Årosjåkk · Björkliden · Holmajärvi · Jänkänalusta · Kaalasjärvi · Kalixfors · Kattuvuoma · Käyrävuopio · Krokvik · Kuoksu · Lainio · Laukkusluspa · Luongaslompolo · Maunu · Merasjärvi · Nedre Soppero · Nurmasuanto · Paittasjärvi · Parakka · Piilijärvi · Pirttivuopio · Poikkijärvi · Puoltsa · Rautas · Rensjön · Salmi · Silkkimuotka · Stenbacken · Suijajärvi · Torneträsk · Tuolluvaara · Vassijaure · Viikusjärvi · Vittangi · Vivungi